# Halsartärstenos
Halsartärstenos eller karotisstenos är en förträngning av någon del av halsartärerna. Förträngningen drabbar vanligtvis artärernas förgrening (karotisbifurkationen), men både den inre och yttre delen av halsartären kan påverkas av stenos. Den inre halsartären förser hjärnan med blod, varför förträngningar kan påverka hjärnans blodförsörjning.
Den vanligaste orsaken till karotisstenos är plackbildning i kärlväggen på grund av åderförkalkning.  Placken består av fett, kolesterol och andra ämnen. En annan möjlig orsak till stenos är tidigare strålbehandling mot halsen, ofta i samband med behandling av tumörsjukdomar.

## Symtom
Halsartärstenoser kan vara både asymtomatiska och symtomatiska. Symtomatisk halsartärstenos kan ge symtom så som:
- Transitorisk ischemisk attack (TIA): Övergående symtom från det område som försörjs av halsartären. Exempel på sådana symtom kan vara ensidig förlamning, förlust av känsel och språkstörningar. En speciell form av TIA är amaurosis fugax, vilket innebär övergående blindhet på ena ögat. Enligt definitionen av TIA varar symptomen mindre än ett dygn, vanligtvis endast några minuter upp till ett par timmar.
- Ischemisk stroke som påverkar den främre cirkulationen kan resultera i symtom såsom ensidig förlamning, nedsatt känsel och språkstörningar.
- Retinal infarkt påverkar synen, vilket kan yttra sig som ensidig synnedsättning eller blindhet.

Symtomen vid både TIA och stroke slår till plötsligt.
Ovanstående symtom är viktiga att uppmärksamma och bör ges omedelbar uppmärksamhet eftersom de kan vara ett tecken på en allvarlig påverkan på blodflödet till hjärnan och ögonen. Tidig diagnos och behandling av halsartärstenos minskar risken för framtida komplikationer och förbättrar prognosen för patienten.

## Patofysiologi
Arteriosklerotiska plack kan variera i karaktär. Vissa plack är mjuka, oregelbundna och lipidrika vilket gör dem instabila och mer benägna att spricka och embolisera. Detta innebär att de kan frigöra små partiklar som kan resultera i transitorisk ischemisk attack (TIA) eller stroke.
Plack kan också vara hårdare och mer förkalkad, vilket gör dem stabila och mindre benägna att spricka. Dessa plack kallas för stabila plack.
Förutom plackbildning kan även trombos uppstå vid halsartärstenos: Placken kan embolisera, det vill säga lossna och förflyttas i blodflödet. Embolierna består ofta av små blodproppar som kan ge upphov till övergående symtom.
Stenosen kan också bli så uttalad att den täpper igen ett kärl helt och hållet och då leder detta till en akut syrebrist som i sin tur kan orsaka en stroke.
Det är viktigt att notera att de hemodynamiska effekterna av halsartärstenos är ovanliga på grund av den goda kollateralcirkulationen, det vill säga att det finns alternativa blodflödesvägar som kan kompensera för den förträngda artären och säkerställa en tillräcklig blodtillförsel till hjärnan. Detta är en anpassningsmekanism som kan bidra till att mildra de omedelbara effekterna av förträngningen.
De arteriosklerotiska placken har en benägenhet att drabba karotisgaffeln (karotisbifurkationen), dvs den del där halsartären delar sig i den inre och den yttre halspulsådern. Det finns flera faktorer som bidrar till detta:
1. Hemodynamiska oraker: Förgreningen resulterar i turbulens och ändrade flödesmönster i blodet. Flödesturbulens och friktionseffekter kan leda till ansamling av lipider och inflammatoriska celler på kärlväggarna.
2. Förhöjd skjuvning och sträckning: Flödesförändringar i karotisgaffeln innebär också att kärlväggen utsätts för ökad skjuvning och sträckning. Dessa mekaniska krafter kan påverka det vaskulära endotelet (det inre lagret av kärlväggen) och initiera en inflammatorisk process som resulterar i plackbildning.
3. Ansamling av lipider och inflammation: Förhöjd skjuvning och sträckning, tillsammans med andra faktorer såsom höga nivåer av kolesterol i blodet och oxidativ stress, kan orsaka skada på det vaskulära endotelet. Skadat endotel kan lättare infiltreras av lipider (fettämnen) från blodet. Makrofager, en typ av inflammatorisk cell, rekryteras till kärlväggen och börjar fagocytera (ta upp) de ansamlade lipiderna, vilket ger fettfyllda celler och resulterar i bildning av arteriosklerotiskt plack.
4. Inflammation och plackutveckling: Arteriosklerotiskt plack består inte bara av fett och lipider utan innehåller också inflammatoriska celler, kollagen, kalcium och andra ämnen. Inflammationen i placket kan göra det mer instabilt och benäget att spricka eller bilda blodproppar. Om en blodpropp bildas i karotisgaffeln kan den blockera blodflödet till hjärnan och orsaka en stroke.

## Diagnostik

### Ultraljud

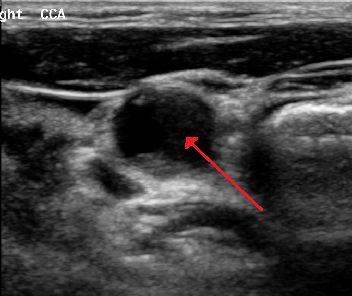
70 procent stenos av den högra inre halsartären sett vid ultraljud. Pil markerar lumen i artären.

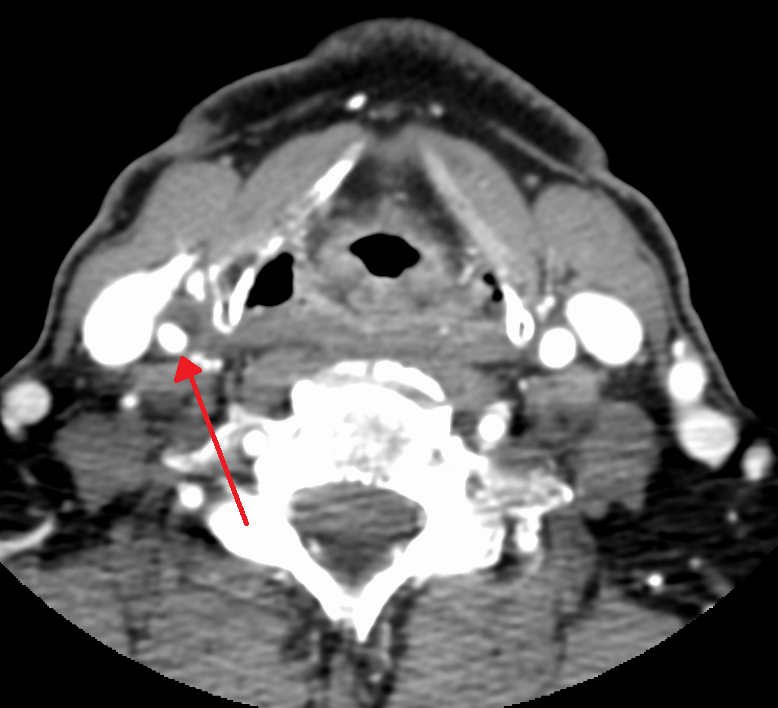
CT-bild av en 70-procentig stenos av den högra inre halsartären.

Halsartärstenos diagnostiseras vanligtvis genom en ultraljudsundersökning med färgdoppler (s.k.duplexultraljud) av halsartärerna. Detta icke-invasiva test kombinerar två tekniker: vanligt ultraljud för att skapa bilder av artärerna och färgdoppler för att visualisera blodflödet. Det innebär ingen användning av strålning, inga nålar och inga kontrastmedel som kan orsaka allergiska reaktioner. Ultraljudsundersökningen har visat sig ha hög sensitivitet och specificitet för att detektera förträngningar i halsartärerna. Vanligtvis är duplex ultraljud den primära undersökningen som används för att fatta beslut vid halsartärstenos, eftersom den är både lättillgänglig och snabb att genomföra.
Under undersökningen används ljudvågor för att generera en detaljerad bild av blodflödet i halsartärerna. Färgdoppler-tekniken gör det möjligt att visualisera blodflödet i realtid och upptäcka eventuella förträngningar eller hinder i kärlen. Denna metod kan ge värdefull information om graden av förträngning och bedöma risken för komplikationer såsom stroke. Det är ett skonsamt alternativ, som kan utföras regelbundet för att övervaka förändringar i kärlstatus över tid, och optimera behandlingsstrategier för att minska risken för allvarliga konsekvenser.
Duplex ultraljud är oftast tillräckligt för att fatta beslut om vidare åtgärder. Det kan ge en tydlig bild av stenosen och dess placering, särskilt om förträngningen är nära bifurkationen av halsartären. I vissa fall kan dock ytterligare avbildningsmetoder vara nödvändiga om stenosen befinner sig på en mer avlägsen plats i artären eller om det finns komplexa anatomiska förhållanden som gör det svårt att bedöma förträngningen noggrant.
Det övergripande målet är att säkerställa noggrann diagnos, och effektiv behandlingsplanering för att minska risken för allvarliga komplikationer såsom stroke.

### Datortomografi och magnetkamera
Det finns olika bildbehandlingsmetoder som kan användas för att undersöka halsartärstenos, såsom datortomografiangiogram (DTA) eller magnetisk resonansangiogram (MRA). Varje modalitet har sina fördelar och nackdelar att beakta vid val av undersökningsmetod.
Magnetisk resonansangiografi och kontrastförstärkt datortomografiangiogram kan vara kontraindicerade för patienter med kronisk njursjukdom. Å andra sidan innebär kateterangiografi en viss risk, med en incidens på 0,5 procent till 1,0 procent för stroke, hjärtinfarkt, arteriell skada eller retroperitoneal blödning.
Vilken undersökningsmetod som väljs beror på den specifika kliniska frågeställningen och tillgången till bildteknisk expertis, erfarenhet och utrustning. Varje metod har sina egna fördelar och begränsningar, och det är viktigt att göra ett välavvägt val baserat på patientens individuella behov och förutsättningar.
Sammanfattningsvis är det viktigt att välja rätt bildbehandlingsmetod för att säkerställa noggranna resultat och minimera eventuella risker eller kontraindikationer för patienten. Det är också avgörande att ha tillgång till adekvat expertis och resurser för att genomföra undersökningen på bästa möjliga sätt.

## Behandling
Målet med att behandla halsartärstenos är att minska risken för stroke. Typen av behandling beror på sjukdomens svårighetsgrad och inkluderar:
- Livsstilsförändringar inklusive att sluta röka, äta en hälsosam kost och minska natriumintaget, gå ner i vikt och träna regelbundet.
- Läkemedel för att kontrollera högt blodtryck och höga nivåer av lipider i blodet.
- Kirurgiskt ingrepp för revaskularisering av halspulsådern.

### Medicinsk behandling
Kliniska riktlinjer, inklusive de från American Heart Association (AHA) och National Institute for Clinical Excellence (NICE), rekommenderar att alla patienter med halsartärstenos får medicinering för att kontrollera sina vaskulära riskfaktorer. Dessa riktlinjer betonar vikten av att optimera behandlingen av olika faktorer för att minska risken för komplikationer och främja kärlhälsa.
För patienter med högt blodtryck rekommenderas blodtryckssänkande mediciner för att uppnå och bibehålla en hälsosam blodtrycksnivå. Vid diabetes kan specifika mediciner användas för att kontrollera blodsockret och minska risken för vaskulära komplikationer. Vid övervikt betonas vikten av träning och viktminskning för att förbättra den övergripande kärlhälsan. För rökare rekommenderas rökavvänjning för att minska risken för ytterligare kärlskador.
Utöver dessa behandlingsåtgärder kan patienter dra nytta av blodplättshämmande mediciner, såsom acetylsalicylsyra eller klopidogrel, för att minska risken för blodproppsbildning och därigenom minska risken för stroke och andra komplikationer. Kolesterolsänkande mediciner, som statiner, ordineras vanligtvis för att sänka kolesterolet, men de har också visat sig ha förmågan att minska inflammation och stabilisera plack i blodkärlen.

### Kirurgisk behandling
Det finns olika kirurgiska metoder för att behandla karotisstenos:  Karotisendarterektomi (engelska: Carotid Endarterectomy, CEA) och karotisstenting (engelska: Carotid Stenting, CAS). Här är en översikt över dessa metoder och deras fördelar, nackdelar och risk för stroke:

#### Karotisendarterektomi (CEA)
Fördelar: CEA har varit den traditionella standardbehandlingen för karotisstenos. Operationen innebär att det förträngda området av halsartären avlägsnas och blodflödet återställs genom att man öppnar upp halsartären utifrån, gröper ut placket och syr ihop kärlet igen. CEA har visat sig minska risken för stroke hos patienter med uttalad karotisstenos och hittills har metoden varit lite mer effektiv än CAS.
Nackdelar: CEA är en kirurgisk procedur som utförs under anestesi, vilket kan innebära en viss risk. Det finnas även risker risk för postoperativa komplikationer såsom blödning, infektion och skador på nerverna.
Riskerna för stroke vid CEA varierar beroende på patientens specifika omständigheter, men i allmänhet är risken för stroke under eller efter CEA låg och uppskattas vara mellan 1 och 2 procent.

#### Karotisstenting (CAS)
Fördelar: Karotisstenting är mindre invasiv. Kirurgen för in en stent (en liten metallnätstruktur) via ljumsken som placeras placeras i den förträngda artären för att hålla den öppen. Fördelarna med karotisstenting inkluderar att det kan utföras under lokalbedövning och att det innebär mindre kirurgiskt trauma och kortare återhämtningstid jämfört med CEA.
Nackdelar: En nackdel med karotisstenting är att det kan finnas en något högre risk för stroke jämfört med CEA, särskilt hos äldre patienter eller de med svårare stenos.
Risken för stroke vid karotisstenting varierar beroende på patientens specifika omständigheter och operatörens erfarenhet, men det har rapporterats att risken för stroke inom 30 dagar efter ingreppet är cirka 2-5 procent
Det är viktigt att notera att bedömningen av vilken behandlingsmetod som är mest lämplig för en individuell patient bör göras av en specialist inom kärlkirurgi eller interventionell radiologi baserat på en noggrann bedömning av patientens hälsotillstånd, graden av stenos och andra relevanta faktorer. Varje metod har sina egna fördelar och nackdelar, och valet av behandlingsmetod bör vägas noga mot patientens individuella behov och riskprofil.

### Screening
US Preventive Services Task Force (USPSTF) i USA har från och med 2021 rekommenderat rutinscreening för halsartärstenos hos personer som inte uppvisar några symtom.
Det är viktigt att notera att i Sverige finns det för närvarande ingen rutinmässig screening för halsartärstenos. Det kan däremot vara lämpligt med screening av personer som har diagnostiserats med relaterade medicinska tillstånd eller har specifika riskfaktorer för halsartärsjukdom. Både American Heart Association och Society for Vascular Surgery kan ge riktlinjer och rekommendationer för screening baserat på individuell bedömning och medicinska faktorer.
Det är viktigt att rådfråga en kvalificerad sjukvårdspersonal för att få information om aktuella screeningrekommendationer och bedöma individuell riskprofil. De kan ge vägledning om lämplig screening och förebyggande åtgärder baserat på den enskilda patientens hälsa och medicinska historia:
- Vaskulär sjukdom på andra ställen i kroppen, inklusive:
  - Perifer artärsjukdom
  - Kranskärlssjukdom
  - Aterosklerotisk aortaaneurysm
- Två eller flera av följande riskfaktorer:
  - Högt blodtryck (högt blodtryck)
  - Högt kolesterol (hyperlipidemi)
  - Tobaksrökning
  - Familjehistoria - Första gradens släkting diagnostiserad med åderförkalkning före 60 års ålder eller som hade en ischemisk stroke

American Heart Association rekommenderar även screening i vissa fall där en läkare upptäcker en halspulsåderljud, eller sorl, över halsartären vid en fysisk undersökning med hjälp av ett stetoskop. Detta ljud kan indikera en eventuell förträngning eller stenos i halsartären. För personer som upplever symtom rekommenderar American Heart Association en initial screening med hjälp av ultraljud.
Genom att lyssna på halspulsådern med ett stetoskop kan läkaren få information om eventuella oregelbundenheter i blodflödet. Om ett ovanligt ljud, såsom ett sorl, hörs kan det vara en indikation på en underliggande förträngning i halsartären. Detta kan leda till ytterligare utredning och behovet av en ultraljudsundersökning för att bekräfta diagnosen och bedöma graden av förträngning.